# آرتور چارلز هیند
آرتور چارلز هیند (انگلیسی: Arthur Charles Hind; ۲۲ دسامبر ۱۹۰۴ – ۲۰ نوامبر ۱۹۹۱) بازیکن هاکی روی چمن اهل هند بود.
وی به‌همراه تیم ملی هاکی روی چمن مردان هند به قهرمانی بازی‌های المپیک تابستانی ۱۹۳۲ دست پیدا کرده‌است.